# Pseudothemis zonata
Pseudothemis zonata е вид водно конче от семейство Libellulidae. Видът не е застрашен от изчезване.

## Разпространение
Разпространен е във Виетнам, Китай (Гуандун, Гуанси, Джъдзян, Дзянсу, Съчуан, Фудзиен, Хубей, Хунан, Хъбей и Хънан), Провинции в КНР, Северна Корея, Тайван, Хонконг, Южна Корея и Япония (Кюшу, Рюкю, Хоншу и Шикоку).

## Описание
Популацията на вида е стабилна.